# Fuga da Troia
Fuga da Troia è un dipinto del pittore italiano Mattia Preti, realizzato a olio su tela (186x153 cm) intorno al 1630. È conservato nella Galleria nazionale di arte antica di Palazzo Barberini a Roma.

## Vicende storiche
La tela viene citata nell'inventario dei beni di Giovanni Torlonia, nel 1824, come opera attribuita a Simon Vouet, mentre in successivi inventari la sua paternità è attribuita ad Alessandro Turchi detto l'Orbetto. Sarà infine Longhi ad assegnare la tela alla mano dell'artista (1916), collocandola nei suoi primi anni di attività.

## Descrizione
L'opera rappresenta Enea, Ascanio e Anchise fuggenti da Troia in fiamme, secondo quanto raccontato da Virgilio nell'Eneide.